# ギークはパンク・ロッカー
「ギークはパンク・ロッカー」（Geek Stink Breath）は、アメリカのロックバンド、グリーン・デイの楽曲。バンドのサードアルバム『インソムニアック』に収録。アルバムからシングルカットされ、アメリカビルボードホット・メインストリーム・ロック・トラックスチャートで9位を記録した。
作詞はビリー・ジョー・アームストロング、作曲はグリーン・デイ。

## 概要
ビリーの歪んだエレキギターやトレ・クールのドラムで始まり、全体的にバンドサウンド中心のアレンジになっている。バンドのコンピレーション・アルバム『インターナショナル・スーパーヒッツ!』にも収録されている。
また、ミュージック・ビデオも製作され、『インターナショナル・スーパーヒッツ・ビデオ!』に収録されている。
加えて、バンドのライブでも演奏されている。